# Daryl McCormack
Daryl McCormack, född 22 januari 1993 i Nenagh, County Tipperary, är en irländsk skådespelare.
McCormack har bland annat medverkat i filmerna Good Luck to You, Leo Grande och Twisters. Han har även medverkat i TV-serien Bad Sisters.

## Filmografi (i urval)
- 2022 – Good Luck to You, Leo Grande
- 2022 – Bad Sisters (TV-serie)
- 2024 – Twisters
- 2024 – The Woman in the Wall (TV-serie)
- 2025 – Wake Up Dead Man: A Knives Out Mystery
- 2025 – Anniversary